# Episodi di Guardia costiera (dodicesima stagione)
La dodicesima stagione della serie televisiva Guardia costiera è stata trasmessa in anteprima in Germania dalla ZDF tra il 24 settembre 2008 e il 6 maggio 2009.
| nº | Titolo originale              | Titolo italiano       | Prima TV Germania | Prima TV Italia |
| -- | ----------------------------- | --------------------- | ----------------- | --------------- |
| 1  | Die Büchse der Pandora        | Il vaso di Pandora    | 24 settembre 2008 |                 |
| 2  | Der kalte Tod                 | Una tragica verità    | 1º ottobre 2008   |                 |
| 3  | Tiefe Wasser                  | Acque profonde        | 8 ottobre 2008    |                 |
| 4  | Begegnung des Schicksals      | Incontro col destino  | 15 ottobre 2008   |                 |
| 5  | Operation Nero                | Il piromane           | 22 ottobre 2008   |                 |
| 6  | Entscheidung aus Verzweiflung | Falso allarme         | 29 ottobre 2008   |                 |
| 7  | Vendetta                      | Antichi rancori       | 12 novembre 2008  |                 |
| 8  | Bombe an Bord                 | Bomba a bordo         | 19 novembre 2008  |                 |
| 9  | Unter Schock                  | Sotto shock           | 26 novembre 2008  |                 |
| 10 | Das Spiel beginnt             | Che il gioco cominci  | 3 dicembre 2008   |                 |
| 11 | Im Todesgriff                 | Crimine all'asta      | 10 dicembre 2008  |                 |
| 12 | Geld oder Leben               | Sequestro in mare     | 18 dicembre 2008  |                 |
| 13 | Tödliche Gier                 | Avidità mortale       | 7 gennaio 2009    |                 |
| 14 | Mayday                        | Mayday                | 14 gennaio 2009   |                 |
| 15 | Höllenfahrt                   | Viaggio infernale     | 21 gennaio 2009   |                 |
| 16 | Stummer Hass                  | Per odio e per amore  | 28 gennaio 2009   |                 |
| 17 | Verrat                        | Tradimento            | 4 febbraio 2009   |                 |
| 18 | Sturz in den Tod              | Un cadavere di troppo | 11 febbraio 2009  |                 |
| 19 | Mörderischer Plan             | Piano omicida         | 18 febbraio 2009  |                 |
| 20 | Rostige Geschäfte             | Affari sporchi        | 25 febbraio 2009  |                 |
| 21 | Blackout                      | Le sorelle            | 18 marzo 2009     |                 |
| 22 | Das Phantom                   | Il fantasma           | 25 marzo 2009     |                 |
| 23 | Duell ohne Gnade              | I due rivali          | 1º aprile 2009    |                 |
| 24 | Geliebter Feind               | Caro nemico           | 8 aprile 2009     |                 |
| 25 | Blutsbrüder                   | Fratelli di sangue    | 15 aprile 2009    |                 |
| 26 | Macht der Verzweiflung        | Un caso difficile     | 29 aprile 2009    |                 |
| 27 | Grausame Täuschung            | Inganno crudele       | 6 maggio 2009     |                 |